# Le Secret (Tanizaki)
Pour les articles homonymes, voir Le Secret.
Le Secret (秘密) est une nouvelle de Jun'ichirō Tanizaki publiée en 1911 dans la revue Chûô kôron.

## Résumé
Un narrateur (à la première personne), las de ses plaisirs, est à la recherche de nouvelles expériences : 

« N'existait-il pas quelque chose d'insolite, de bizarre, qui fût propre à secouer, à ébranler mes nerfs devenus totalement insensibles aux excitations ordinaires ? »

Il trouve cette excitation dans un kimono de femme dont il va se travestir. Ainsi déguisé et maquillé en femme, il se rend au théâtre et au cinéma où il rencontre une de ses anciennes conquêtes qui le reconnait également. La rencontre avait eu lieu sur un bateau assurant la traversée vers Shanghai, ils ne s'étaient alors par échangés leurs vrais noms. Désireux de la revoir, celle-ci, ne voulant pas dévoiler son identité, lui donne rendez-vous et l'amène chez elle les yeux bandés. Le manège dure plusieurs jours, jusqu'à ce que, par ruse, il retrouve l'adresse et l'identité de la belle : la magie alors n'opère plus et leur relation cesse.

## Thèmes
Tanizaki poursuit dans cette nouvelle son exploration des pratiques sexuelles en marge : ici travestissement et masochisme. Le thème de la femme fatale est également présent. Il s'y ajoute une sensualité toute particulière pour les odeurs, la texture des tissus, les bruits de la ville.

## Édition française
- Le Secret dans Œuvres, vol. 1 (1910-1936), Paris, Gallimard, coll. « Bibliothèque de la Pléiade », 1997
- Le Secret dans Le Tatouage et autres récits, Paris, Sillage, juin 2010  (ISBN 978-2-916266-67-1)